# Bruno von Waldthausen
Bruno von Waldthausen (* 11. April 1862 in Essen; † 18. Juni 1926 in Gersfeld) war ein deutscher Jurist, Unternehmer und Abgeordneter des Kurhessischen Kommunallandtages des preußischen Regierungsbezirks Kassel.

## Leben
Bruno von Waldthausen war ein Sohn des Kommerzienrats Oscar von Waldthausen aus der Industriellenfamilie Waldthausen und dessen Ehefrau Bertha Schmidt.
Nach dem Abitur absolvierte er ein Studium der Rechtswissenschaften, promovierte zum Dr. jur. und war ab 1897 als Hilfsarbeiter im Reichsschatzamt in Berlin beschäftigt, bevor er 1902 zum Regierungsrat ernannt wurde. Dort war er Mitglied der Einkommensteuer-Berufungskommission. 1905 wurde er zur Bezirksregierung Stettin versetzt. Von 1910 bis 1919 war er Mitglied des Kurhessischen Kommunallandtages des preußischen Regierungsbezirks Kassel und in verschiedenen Ausschüssen, zuletzt im Hauptausschuss, tätig. Als stellvertretender Gersfelder Landrat engagierte er sich in den Weltkriegsjahren 1914–1918 für das Wohl der Bevölkerung.

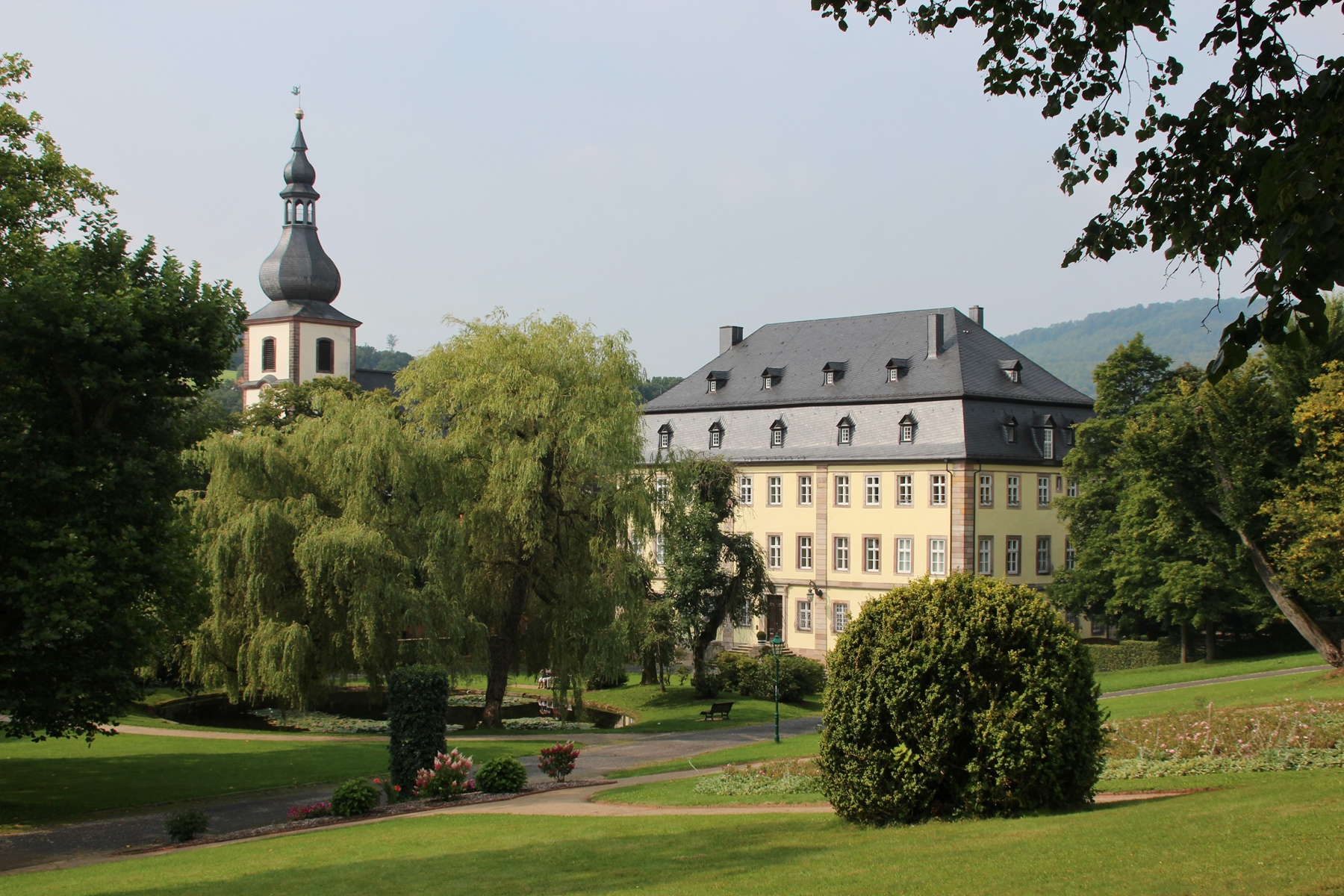
Schloss Gersfeld

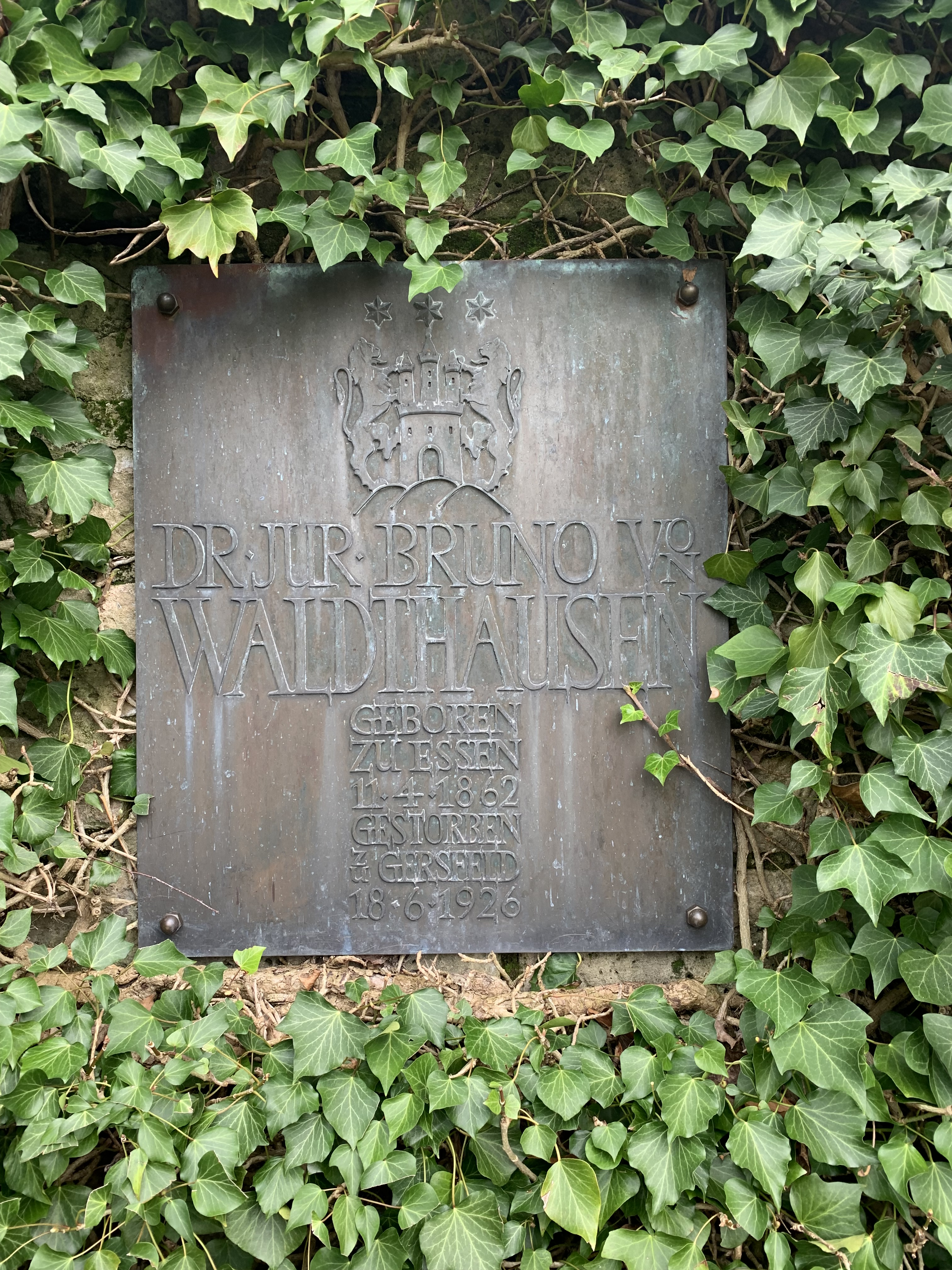
Grab von Bruno von Waldthausen in der Familiengrabstätte von Waldthausen in Gersfeld

1903 kaufte Bruno von Waldthausen die Herrschaft Gersfeld mit drei Schlössern und umfangreichen Ländereien für 1.700.000 Mark von dem österreichischen Rittmeister Graf Karl von Montjoye. Er baute das erste Elektrizitätswerk, das seine Immobilien mit Strom versorgte, und war der größte Arbeitgeber Gersfelds mit dem Betrieb einer Brauerei, eines Säge- und Basaltwerks.

## Ehrungen
Ehrenbürger von Gersfeld 